# 8 قواعد بسيطة
8 قواعد بسيطة (بالإنجليزية: Simple Rules 8)‏ (المعروف أصلا بـ 8 قواعد بسيطة لتواعد ابنتي المراهقة) هو مسلسل كوميدي أمريكي والذي كان يذاع في الأصل على إيه بي سي من 17 سبتمبر 2002 إلي 15 إبريل 2005. يستند المسلسل علي كتاب المؤلف الكوميدي دبليو بروس كاميرون الذي يحمل نفس الاسم، بطل المسلسل جون ريتر الذي توفي سنة 2003.

## المقدمة
8 قواعد بسيطة تدور أحداث القصة حول زوجين لديهم ثلاثة أطفال في إحدى ضواحي ديترويت، ميشيغن. الأب بول هينيسي (جون ريتر)، هو كاتب رياضي والذي تدفعه عودة زوجته كيت (كاتي ساجل) إلي التمريض أن يقوم بدور أكثر فعالية في تربية ابنتاه المراهقتان، بريدجيت (كيلي كوكو) وكيري (إيمي دافيدسون)، وإبنهم روري (مارتن سبانجرز).سرعان ما ينهمك في مسئولية كونه أب لبنتان مراهقتان ويفتقد كونه كاتب رياضي.يبدأ بول كتابة عمود عن صراعه مع أبنائه ويقدم النصيحة للأشخاص في نفس موقفه.
و تقوم ابنتاه المراهقتان بمواعدة الشباب، وهو الأمر الذي أثار استخدام «8 قواعد بسيطة لتواعد إبنتي المراهقة». كتب المسلسل الكاتب الكوميدي المخضرم ترايسي جاميل والذي يستمد اسم المسلسل وبعض عناصره من كتاب دبليو بروس 8 قواعد بسيطة لتواعد إبنتي المراهقة.
القواعد هي:
1. ضع يديك على ابنتي وسوف تخسرهما إلى الأبد بعدها.
2. اجعلها تبكي، وسأجعلك تبكي.
3. الجنس الآمن هو خرافة. أي محاولة ستكون خطراً على صحتك.
4. احضرها إلى المنزل في وقت متأخر، ولن يكون هناك موعد أخر.
5. فقط رجل خدمة التوصيل للمنازل هو الذي يمكنه أن يُطلق منبه السيارة، ويرن جرس الباب مرة واحدة.
6. لا تتذمر وأنت تنتظرها.إذا كنت تشعر بالملل، غير زيت سيارتي.
7. لو أن سروالك يسقط عند فخذيك، سأكون مسرورا بتثبيته بالدباسة الخاصة بي.
8. يجب أن تخرج معها في أماكن عامة. تريد رومانسية؟ اقرأ كتاب.

إتخذ الموسم الثالث تحول إبداعي، يدور أكثر حول ابن العم سي <يه وجيم والجد أكثر من أسرة هينيسي مباشرة، أكثر تحديدا لا يدور حول تربية فتيات هينيسي.ولكن هذا كان أكثر من مرحلة، وبعد أن اختفت حداثة الشخصيات المضافة حديثاً، عاد المسلسل بعد وقت قصير إلي جذوره.

### صلته بشركة "Three's Company"
حلقة المسلسل «تعال وأطرق علي بابنا (Come and Knock On Our Door)» يقدم حلم متسلسل والذي فيه بول في أحداث المسلسل الكوميدي شركة الثلاثة «Three's Company»، والذي اكتسب منه جون ريتر شهرته.
أيضا، خفة دم بول وتعبيراته الفكاهية مماثلة لتعبيرات ستانلي روبر. البطل المشارك له في البطولة في شركة الثلاثة، دون نوتس، ظهر في مشهد صغير في نهاية الحلقة.كان نوت هو أخر بطل مشارك في شركة الثلاثة الذي عمل مع رايتر قبل وفاته.موقع تصوير شركة الثلاثة تم استخدامه أيضا في حفلة «العزاب» الخاصة بشقيق كايل الأكبر.

### لم شمل صغير معتشيرز "Cheers"
في حلقة «حفل زفاف دويل» (الموسم الأول-الحلقة 26)، نراهم معاً مرة أخرى كليف وديان (جون راتزنبيرج وشيلي لونج) كعائلة دويل وحفلة زفاف ابنتهم (و التي لن تراها فعلا في الحلقة).يُمثل راتزنبيرج كضيف شرف في ثلاث حلقات.يقوم فريد دويل، بشخصية الجار المزعج لعائلة هينيسي.في حلقة «زفاف دويل» تقوم البطلة السابقة لمسلسل تشيرز  شيلي لونج بدور ماري إلين زوج فريد.في الظهوران الأخران له، لافيرن وشيرليز تقوم سيندي ويليامز بدور ماري ألين.أخر ظهور لراتزنبيرج في 8 قواعد بسيطة كان الجزء الأول من حلقة «الوداع» التي تبعها وفاة جون رايتر بسبب إصابته بتوسع دموي في الأورطي في عام 2003.

## الإنتاج

### وفاة جون ريتر
في 11 سبتمبر 2003، وبعد مقابلة في موقع التصوير مع «Museum of Television & Radio»، عاني جون رايتر من توسع دموي في الأورطي.بعد أن شعر بتعب خلال التدريب ذلك المساء، أخذ طاقم الفريق رايتر إلي مستشفي قريب، والتي توفي بها تلك الليلة.عقب وفاة رايتر أعلن أي بي سي ان المسلسل سيستمر بعد توقف قصير، وسوف تتضمن وفاة شخصية ريتر. الحلقات الثلاث الجديدة التي إنتهي منهم رايتر تم بثهم مع تقديم كايتي ساجل لهم.
عاد العرض في 4 نوفمبر 2003 مع حلقة «الوداع» لمدة ساعة مهداة إلي وفاه رايتر.تعاملت الحلقات التالية مع رد فعل الأسرة لوفاته ومحاولتهم في المضي قدما.الحلقات الأربعة التالية لوفاة رايتر كانت مصورة بدون حضور للجمهور.قامت سوزان بليشت وجيمس جارنر بالتمثيل كضيفا شرف في دور والدا كايت.قام ديفيد سباد لاحقا بالتمثيل كضيف شرف كابن شقيق كيت المتمرد، سي جيه. ويتلقي كل من جارنر وسباد في نهاية الأمر أدور بطولة.
وانظر أيضا: حلقة خاصة جدا ووفاة جون ريتر

### موسم (3)، وإلغاء لاحق
بعد وقت قصير من نهاية الموسم الثالث، بدأت الشائعات في التداول أن 8 قواعد بسيطة يواجه الإلغاء. في الموسم الأول، كان ترتيب المسلسل في المرتبة ال 42 الجيدة في قائمة ترتيبات نايلسن.حصلت علي مراتب أعلي عندما قام مشاهدون أكثر بمشاهدة المسلسل بدافع التعاطف والفضول لوفاة رايتر الغير متوقعة.ولكن بحلول نهاية الموسم الثاني، تراجع المسلسل للمرتبة ال50. بعد أن قامت ايه بي سى بنقل عرض 8 قواعد بسيطة إلي ليلة الجمعة في الساعة 8.00 مساءً، إنخفض للمركز ال94 في قائمة نيلسن.
بعض المشاهدين لم يستطيعوا التغلب علي الغياب المأسوي لجون رايتر ورحبوا بنهايته.ولكن أشاد اخرين بتصوير المسلسل لتماسك الأسرة معاً بعد الخسارة الفادحة التي شاركهم فيها ملايين الأسر.بغض النظر عن أي الرأيان، فمن المؤكد أنه من المرات القلائل في تاريخ التلفزيون الأمريكي أن يستمر مسلسل تقريبا لموسمين كاملين بعد وفاة بطله. ولكن إبعاده ليعرض في ذلك الموعد ليلة الجمعة كان سببا في انخفاض ترتيبهم والذي سبق له تحمل الكثير.الموسم الثالث الأخير (الذي تخبر فيه شخصية كيتي ساركين ساجل أسرتها أنها تواعد مدير المدرسة الذي يقوم بدوره أدم أركينز) لم يتم حتي إزاعتها في May sweeps.يتلقي الموسم النهائي حصته في الترتيب 3.9/8 والذي أعطي إيه بي سي المركز الثالث يلي إن بي سي Dateline " (5.8/11") وسي بي إس Joan of Arcadia " (4.9/10") والذي صدف أن يكون جيسون ابن جون رايتر (و الذي بالصدفة أيضا تم إلغاءه بسبب انخفاض الترتيبات).
في 17 مايو 2005، قامت إيه بي سي رسميا بإلغاء 8 قواعد بسيطة. اعتقد مؤسس «Jump the Shark» جون هين أن فكرة إحضار مسلسل 8 قواعد بسيطة لديفيد سباد كان مثل إحضار سكوت بايو ليقوم بدور تشاتشي في مسلسل «الأيام السعيدة (Happy Days)».أضاف هين أنه بينما اعتقد أن سباد كان مضحك حقا، كان لابد أن ينتهي المسلسل فور وفاة جون رايتر.

### الشركات المنتجة
طوال الثلاثة مواسم للمسلسل كان له عدد من تغييرات شركات الإنتاج:
- شادي أكرز إنترتينمينت - ساعدت في إنتاج الموسم الأول والثاني وأنتجت كل الموسم الثالث.
- تريسي جاميل بروداكشن - انتج الموسم الثاني؛ غادر بعد الموسم الثاني لأن تريسي جامبل مفسه غادر المسلسل.
- فلويد كو - انتج الموسم الأول ونصف الموسم الثاني قبل أن يغادر فلويد سواريز المسلسل.

## الشخصيات
- بول هينيسي يقوم بدوره جون ريتر (2002-2003)، كاتب رياضي سابق، الذي عمل من المنزل بوصفه كاتب عن نمط الحياة. وصف بأنه «سيد الكيل بمكيالين»، «أب مريض نفسياً» وكذلك المنافق الذي غالبا ما يسبب الإحراج لأولاده، حتى عندما يريد الأفضل لهم. ومع ذلك، فهو يحب أولاده، ويريد أن يكون لهم مستقبل سعيد. ينهار بول ويتوفي بينما كان في المتجر يشتري الحليب (بسبب وفاة جون رايتر في الحياة الحقيقية).
- كيت إس هينيسي (اسمها قبل الزواج إيجان) قامت بدورها كيتي ساغال، زوجة وأم وممرضة وببساطة أعقل وأهدي شخص في العائلة، والتي أصبحت أرملة بوفاة بول.تقوم بوظيفة ممرضة في مدرسة أطفال لكي تستطيع العمل في أوقات عادية وتقضي وقت أكثر مع الأطفال.تبدأ كيت بمواعدة مدير مدرسة الأطفال التي تقوم بالعمل بها، إد جيب، إلي أخر الموسم الثالث.في البداية، باقي أفراد الأسرة، وبخاصة الأطفال، لم يستحسنوا ذلك، بدعوى أن إمكانية وجود علاقة عاطفية كان «خطأ بكل الأشكال». إلا أنهم وافقوا علي مضض.حصلت علي الاسم الأوسط «ستنكي» نتيجة وعد أبيها لصديقه المقرب بأنه سوف يُسمي أحد أبناءه علي اسمه بعد أنه طعنه بدون قصد بحربة بينما كانا في حالة سكر في كوريا، ولتخفي ذلك إدعت ان حرف الإس يمثل «ستيسي».
- بريدجيت إرين هينيسي  قام بدورها كيلي كوكو، بريدجيت هي فتاة جميلة، بلهاء وأكبر أبناء كيت وبول الثلاثة.تصور نمط الفتاة الشقراء، المحبوبة جدا والتي تهتم بمظهرها والصبية المراهقين وعدة أشياء أخرى قليلة. و تذكر عدة مرات انها ترتدي ملابس داخلية ساخنة. بينما كانت تواعد دوني دويل، تذمرت بريدجيت ذات مرة أن كل ما تركته كان كانت ملابس داخلية «الحقيقي الوحيد... ملابس داخلية إلي الكنيسة» في بعض الأحيان يكون لها لحظان ذكاء عميقة ولكنها لحظات قليلة ومتباعدة.بعد وفاة والدها، تبدأ في النضوج أكثر، ويرجع ذلك علي الأرجح لأن الكلمات الأخيرة التي قالتها له كانت «أكرهك» وتشعر بالذنب لأنها لم تسنح لها الفرصة أن لاستعادتها.و قد أثبتت في أحيان كثيرة أنها مراعية لأسرتها جداً.
- كيري ميشيل هينيسي تقوم بدورها ايمي ديفيدسون، هي الأبنة الوسطي وليست سعيدة جدا بذلك.فهي غالبا ما تعتبر غير جذابة بالمقارنة مع شقيقتها اللأكبر الجميلة، بريدجيت. يتم اتهمامها من بريدجيت بسرقة صديقها السابق كايل.هي فتاة ساخرة، وتقوم باستمرار بملاحظات غير ودية على الجميع، وإن كان أقل علي أمها. كما أنها ناشطة متحمسة تهتم بحقوق الحيوانات. في وقت لاحق، تفقد عذريتها مع برونو (صديقها في أوروبا) لاحقا في الموسم الثالث.غالبا ما تنزعج من شقيقتها وتغضب بسهولة.وهي أيضا مولعة بالفن وتحتفظ بكراسة للرسم. هي طفلة ذكية، ولكن غالبا ما تظهر سذاجة.
- روري جوزيف هينيسي  يقوم بدوره مارتن سبانجرز، الصبي. يشي باستمرار عن شقيقاته، يحصل على متعة خبيثة من ذلك، وحسب قوله انه عندما يوقع بينهم "ذلك هو مثل يوم عيد ميلادي

!" وعادة ما ينتظر حتى تفعل شقيقاته أي كانوا سيفعلوه، ثم يشي بهم فقط ليشاهد والده يفقد أعصابه أيضا، ولكنه لا يزال المفضل لوالده، لكونه الصبي.هي أيضا متورط في وضع خطط لكسب المال مع جيه سي وغير ناضج بالمرة في بعض الأحيان لكونه أصغر الثلاثة أطفال.يمكن رؤيته يلعب ألعاب الفيديو في غرفة المعيشة ويُبين دائما رغبته في امتلاك قرد، والذي كان عنده يوما ما عندما استبدل بعض من كروت البيسبول الخاصة بوالده، واستبدل القرد لاحقا بجيتار والذي عاش قليلا حيث كان روري يزعج أسرته به.كما يُظهر سعادته عند يجعل أصدقائه يشاهدوا الجوانب الخاصة لحياو شقيقته الشهيرة بريدجيت، ويذكر مرة أن أحد أصدقائه سرق درج بريدجيت للملابس الداخلية.صُدم روري بشدة من وفاة بول وإنتهي بلكمه ثقب في جداره من الغضب، جارحاً يده.تعافي منها قائلاً أنه احترق عندما كان يُرج كسرولة من الفرن.بعد أن دخل المدرسة الثانوية، يبدو أن روري ينضج بشكل كبير ويُصبح سي جيه مقدم النصائح للأسرة.ومع ذلك، لا يزال لروري لحظاته.
- جيم إيجان يقوم بدوره جيمس جارنر (2003-2005)، كان جيم في الحرب الكورية، ويهتم بعائلته. في كثير من الأحيان يقوم بالتسلل إلي الخارج «ليحرص» علي عادته في التدخين. وهو الآن مُطَلَق وكان يعيش في ولاية فلوريدا ولكنه يعيش الآن في الطابق السفلي لمنزل ابنته واعتاد كثيرا محاولة ضرب سي جيه بعكازه.قام ذات مرة بإرسال سي جيه إلي كندا لشراء أسبرين " acetylsalicylic acid" له. عندما يكتشف سي جيه أن ذلك مجرد أسبرين، يوضح جيم، «سي جيه، الألم في فخذي لايزال هنا.ولكن الآن ذهب الألم إلي كندا!» وهو الآن فخور بنجاح سي جيه كمعلم. عندما يقوم والد سي جيه الفعلي بزيارة ابنه، يشعر جيم بعدم الراحة والغضب لأنه أعد سيارة لسي جيه بعد أن أصبح مدرس حقيقي ثم يعطي السيد بارنيز سي جيه سيارة رياضية.
- سي جيه بارنيز يقوم بدوره دافيد سباد (2004-2005)، يبلغ عمر سي جيه إثنين وثلاثين وهو ابن أخ كيت وبول وكان يوماً في الجيش.ويدعي أنه قد درس التصوير الجوي خلال حرب الخليج، وتلقي جائزة القلب الإرجواني في القتال، والتي هي على النقيض تماما من تصرفاته الصبيانية بشكل عام. وهو مدرس في المدرسة، وغالبا ما يسعى للحصول على النساء، ولكنه يفشل في ذلك. عند وصول سي جيه لأول مرة، يدعي أنه لديه وظيفة في السيرك، حيث يُشغل لعبة الدوامة. يعيش مع جده في الطابق السفلي (بعد أن كانت تعيش في سيارة فان، والتي إحرقها الجد نفسه). واعد مرة السيدة كراب مدرسة الرياضيات الخاصة ببنات عمه (كيري وبيردجيت)، ولكن انتهت بخيانته لها مع صديقته السابقة شيريل.ذكر ذات مرة أن «سي» في «سي جيه» تمثل Corey (عندما كان يحاول أن يخرج مع امرأة ذات مرة) لسيسي أخت صديقة روري، ولكن روري قال أنها لا تُمثل Corey، وأنه يختلق ذلك ليستطيع الخروج مع امرأة.

## شخصيات أخرى
- كايل اندرسون يقوم بدوره بيلي آرون براون، وهو صديق بريدجيت السابق ولاحقا صديق كيلي.يُشاهد غالبا يتسكع مع روري، عندما لا يكون مع كيري أو بريدجيت.والده، تومي، كان يعمل مع بول.
- إد جيب يقوم بدوره آدم آركين، مدير المدرسة الثانوية. كان هو وكيت يعرفان بعضهما البعض منذ المدرسة الثانوية بل كانوا يتواعدوا.وعند مناقشة ذلك، صادفت روايته ورواية كيت عن أول لقاء رومانسي بينهم اختلاف، باعتقاد أن كل منهم كان يملك مزيد من ضبط النفس أكثر من الأخر، وأعتراف كل منهما للأخر بأنه كان يحب الأخر كصديق فقط.على الرغم من هذا، فقد كان لهم لحظات حميمية جدا.
- المدرب سكوت يقوم بدوره دان كورتيسي، المدرب الذي كانت بريدجيت معجبة به والذي كان معجباً بكيت.كانت كيت في البداية معجبة به، ولكنها اكتشفت إعجاب بريدجيت، والذي تسبب لها من ذلك الحين في إنكار محاولات سكوت الرومانسية تجاهها، مثل طلبه الخروج معها في موعد عاطفي.
- جينا شارب تقوم بدورها نيكي دانيال مور (2003-2005)، ابنه رئيس بول، وإحدي منافسات بريدجيت، والتي تُصبح لاحقا صديقتها.
- ميسي كلاينفلد تقوم بدورها دانييلا مونيه (2003-2005)، يهتم بها روري كحبيبة في الموسم الثاني. لديها شقيقة، سيسي (ايلينا ليونز)، التي تُعجب بسي جيه.
- جيريمي يقوم بدوره جوناثان تايلور توماس (2003-2004)، معلم بريدجيت وصديقها الأخير.يعتبر الطالب الذي يذاكر كثيرا في المدرسة، وبسبب ذلك، تنفي بريدجيت في البداية نفى اهتمامها به قائلة أنه كان فقط معلمها.
- أنتوني دبليو، قام بدوره كول ويليامز (2002-2003). طالب في صف بريدجيت.كان صبي أبيض يتحدث مثل مغني راب اسود، والذي ما يُحدث ارتباك. ولكن كانت هناك أوقات يمكن فهمه.
- ماجي بارنز (اسمها قبل الزواج إيجان) قامت بدورها سيبال شيبرد.شقيقة كيت وأيضا والدة سي جيه. ماجي تحمل نفس حساسية وطبيعة التقلب المزاجي مثل كيري.ومع ذلك يبدو (من حديث بين إد جيب وكيت) أن كيت كانت الأذكي وكذلك الأكثر شعبية.
- فريد دويل يقوم بدوره جون راتزنبرجر، هو الجار الدائم والصديق لأسرة هينيسي، وزوج ماري إلين، شيلي لونج وسيندي ويليامز.وهو والد دونالد «دوني» دويل الذي كان يواعد بريدجيت لعض الوقت.وكان فريد رئيس مراقبة الأحياء، ولوحظ أن أسرته متدينة عندما إعدت بريدجيت انها ستقوم بدراسة الإنجيل.

## الحلقات

### تصنيف الولايات المتحدة
| الموسم | الموسم    | الحلقات | العرض الأول    | الموسم النهائي | تصنيف الولايات المتحدة          |
| ------ | --------- | ------- | -------------- | -------------- | ------------------------------- |
| 1      | 2002-2003 | 28      | 17 سبتمبر 2002 | 20 مايو 2003   | 10.85 مليون (43rdالمركز الـ 43) |
| 2      | 2003-2004 | 24      | 23 سبتمبر 2003 | 18 مايو 2004   | 9.98 مليون (المركز الـ 50)      |
| 3      | 2004-2005 | 24      | 24 سبتمبر 2004 | 15 أبريل 2005  | 6.8 مليون (المركز الـ 90)       |

## بيع حقوق البث
بينما كان ترتيب 8 قواعد بسيطة كان أعلي مسلسلات تي جي أي إف الموجودة في نفس التوقيت خلال موسمه الثالث، قامت إيه بي سي بإلغاءه بسبب عدم القدرة علي بيع حقوق بثه لقنوات أخرى.بسبب وفاة جون رايتر، لم يُتمكن بث 8 قواعد بسيطة لحلقتين متتاليتين (بحلقات من مواسم مختلفة)، حيث اعتقد البعض أن القيام بذلك سوف يُربك و/أو يُغضب المشاهدين.ومع ذلك، القناة الدانماركية TV3 أذاعت حلقات بها رايتر.
في 11 يوليو 2005 (بعد اقل من شهرين من قيام أي بي سي بإلغاءه رسمياً)، أعلنت محطة تلفزيون دبيلو بي أنها سوف تعيد إذاعة كل الـ 76 حلقة من مسلسل 8 قواعد بسيطة من الساعة 4 إلي 5 مساءً، كل أيام الأسبوع من 2 يناير 2006 إلي 15 سبتمبر 2006 عندما تم استبدالها بريبا علي محطة سي دبليو داي تايم.
يوم الثلاثاء، 12 يونيو 2007، انضم المسلسل إلي قائمة أسرة اي بي سي، تمت إذاعته في كل أيام الأسبوع من 6 إلي 7 مساءً. ثم في أيلول / سبتمبر 2008، بدأ إذاعة المسلسل في الفترة من 3 إلي 4 بعد الظهر. بعد أن تم عرضه في الساعة 3 بعد الظهر، أنهي 8 قواعد بسيطة بثه في أسرة إيه بي سي في 10 أكتوبر 2008 .

### دولياً
| الدولة                   | القناة                                               | تاريخ أول بث             | تاريخ آخر بث                       | ملاحظات |  |
| ------------------------ | ---------------------------------------------------- | ------------------------ | ---------------------------------- | --- |  |
| المملكة المتحدة          | ABC1                                                 | 2005                     | 26 سبتمبر 2007                     | القناة أُغلقت في 26 سبتمبر 2007 |  |
| المملكة المتحدة          | Five                                                 | 2007                     | في منتصف كانون الأول / ديسمبر 2007 | |  |
| المملكة المتحدة          | FIVER                                                | 2008                     |                                    | جميع المواسم الثلاثة |  |
| الأوروغواي               | Warner Channel                                       | 2005                     | 2007                               | جميع المواسم الثلاثة |  |
| تركيا                    | TNT atv                                              | 2006                     |                                    | الموسم الثاني |  |
| أستراليا                 | FOX8                                                 |                          | 15 أبريل 2005                      | كل أيام الأسبوع في الساعة 1 ظهراً |  |
| النمسا                   | أو أر أف 1                                           |                          |                                    | كل المواسم يوميا في الساعة 3.50 بعد الظهر |  |
| نيوزيلندا                | TV2                                                  | 2003                     | 2005                               | يعاد يثه من وقت لأخر |  |
| بلغاريا                  | Kanal 1 Fox Life (repeats) Nova Television (repeats) | 2006. 2007 5 أبريل، 2008 | 2006                               | كل المواسم علي كل القنوات |  |
| صربيا                    | فوكس لايف and RTS                                    | 2007                     | 2008                               | |  |
| كندا                     | Family                                               |                          | 2008                               | جميع المواسم الثلاثة |  |
| كندا                     | Vrak TV                                              | 2004                     | 2009                               | جميع المواسم الثلاثة |  |
| كندا                     | YTV                                                  | ابتداء من سبتمبر 2009    | ؟                                  | ؟ |  |
| روسيا                    | STS                                                  | 19 أكتوبر 2004           |                                    | |  |
| فرنسا                    | M6                                                   |                          |                                    | إعادة تسميته ك "Touche pas à mes filles " (لا تعبث مع بناتي) أو (لا تلمس بناتي)                                                                       |  |
| بلجيكا                   | في تي-4                                              |                          |                                    | |  |
| أيرلندا                  | RTÉ Two                                              |                          |                                    | تم إلغاء البث |  |
| أيرلندا                  | TG4                                                  |                          |                                    | بث في كل أيام الإسبوع في الساعة 5:35 بعد الظهر |  |
| إسبانيا                  | SET en VEO                                           |                          |                                    | |  |
| هولندا                   | Comedy Central                                       | 2007                     | يوميا 0:20                         | |  |
| النرويج                  | TV3                                                  |                          | 2007                               | جميع المواسم الثلاثة. كل أيام الأسبوع في الساعة 5 مساء.                                                                                               |  |
| السويد                   | TV3                                                  |                          |                                    | |  |
| السويد                   | TV6                                                  |                          |                                    | |  |
| اليابان                  | NHK Educational TV                                   | 2003                     | 2005                               | تم إعادة تسميته "Papa niwa Himitsu(パパにはヒ・ミ・ツ)" (أبقيه سرا عن أبي)الموسم الأول والثاني. تم إذاعة كل الحلقات في الإعادة مستغرقة 9 أيام في 2007 |  |
| إستونيا                  | TV3                                                  |                          |                                    | |  |
| ألمانيا                  | ProSieben                                            |                          |                                    | تمت إعادة تسميته "Meine wilden Töchter" (بناتي الطائشات)                                                                                              |  |
| ألمانيا                  | Comedy Central                                       | 10 أغسطس 2009            |                                    | اسم "Meine wilden Töchter" (بناتي الطائشات). من الاثنين إلي الخميس في الساعة 9.40 مساءً.                                                               |  |
| السعودية                 | MBC4                                                 | 2007                     | 2008                               | جميع المواسم الثلاثة |  |
| الإمارات العربية المتحدة | Dubai One                                            | 2006                     | 2007                               | جميع المواسم الثلاثة |  |
| إسرائيل                  | yes                                                  | 2007                     |                                    | |  |
| سلوفينيا                 | Kanal A                                              |                          | 2007                               | جميع المواسم الثلاثة |  |
| الهند                    | Star World                                           |                          |                                    | |  |
| باكستان                  | Star World                                           | 2005                     | 2008                               | جميع المواسم الثلاثة |  |
| تركيا                    | TNT Turkey atv Turkey                                | 3 مارس 2008              |                                    | |  |
| فنلندا                   | TV Viisi, Nelonen                                    |                          |                                    | إعادة تسميته Teinitytön kasvatusopas |  |
| أوكرانيا                 | 1+1                                                  | 2008                     |                                    | الموسم الثالث فقط |  |
| سلوفاكيا                 | TV Markiza                                           |                          | 15 يوليو 2008                      | جميع المواسم الثلاثة |  |
| الدنمارك                 | TV3                                                  |                          |                                    | إعادة تسميته كـ "Fingrene væk fra min teenage datter " (إبعد يديك عن إبنتي المراهقة)                                                                  |  |
| البرازيل                 | Sony Entertainment Television                        |                          |                                    | جميع المواسم الثلاثة |  |
| المجر                    | Viasat 3                                             | 2 مارس 2009              |                                    | إعادة تسميتهPimaszok (Cheekies) |  |

## إصدارات الدي في دي
في 7 أغسطس 2007، أصدرت Walt Disney Studios Home Entertainment الموسم الأول لـ 8 قواعد بسيطة علي دي في دي في منطقة 1.تم إصدار الموسم الأول في المملكة المتحدة في 1 سبتمبر 2008.
في آب / أغسطس 2008، أعلنت Lionsgate Home Entertainment أنهم طالبوا بحقوق المسلسل من إستديوهات ABC.أصدروا لاحقا الموسم الثاني علي دي في دي في منطقة 1 في 19 مايو 2009.
| اسم الدي في دي     | رقم الحلقة | المنطقة 1    | المنطقة 2     |
| ------------------ | ---------- | ------------ | ------------- |
| الموسم الأول كاملا | 28         | 7 أغسطس 2007 | 1 سبتمبر 2008 |
| الموسم الأول كاملا | 24         | 19 مايو 2009 | TBA           |
| الموسم الأول كاملا | 24         | يضاف         | TBA           |